# Pikkupurnu
Pikkupurnu och Isopurnu, eller Purnulampi eller Purnulammet är sjöar i Finland. De ligger i kommunen Rovaniemi i landskapet Lappland, i den norra delen av landet, 800 km norr om huvudstaden Helsingfors. Purnulammet ligger 168,3 meter över havet. Arean är 1,7 hektar och strandlinjen är 0,48 kilometer lång. Sjön  ingår i Kemi älvs huvudavrinningsområde. 